# Найзаможніші люди України 2003

## Версія журналу Wprost[1][2]
У жовтні 2003 року польський журнал Wprost опублікуівав свій новий список найбагатших людей Центральної та Східної Європи, який складається журналом з 2002 року. Усього, за даними дослідження, у 2003 році у рейтинг увійшли 6 громадян України, із 50 що потрапили до списку. Восьму місце в загальному рейтингу та перше серед українців тоді зайняв керівник футбольного клубу "Шахтар", Ринат Ахметов, чий капітал журнал оцінив тоді в 1,9 млрд доларів. На другому місці серед українців та на дванадцятому в загальному рейтингу, за даними Wprost, виявився парламентарій та олігарх, зять Президента України Леоніда Кучми Віктор Пінчук (1,5 млрд доларів). Ігор Коломойський, Олександр Ярославський та Сергій тарута відповідно третій, четвертий та п'ятий серед українців. Останнім, серед українців, став голова Адміністрації Президента Віктор Медведчук.

### Цікаві факти
- Цього разу в першій "десятці" виявився тільки один представник України - Ринат Ахметов.
- До рейтингу потрапили представники бізнесу з Росії (31 чоловік), Польщі (4), України (6), Болгарії (1), Сербії (1), Румунії (5), Чехії (2), спільний капітал яких, за даними щотижневика, оцінюється в 73 млрд доларів. У попередньому рейтингу найбагатший людей Центральної і Східної Європи, опублікованому Wprost у жовтні 2002 року, по кількості заможних людей Україна зайняла третє місце в регіоні.
- У 2003 році — 6 українців потрапили до списку Wprost, а у 2002 — 3.

### Рейтинг Wprost
| №  | Ім'я                   | Сфера інтересів                 | Основні активи, держпосада                                                               | $ млн. у 2003 | $ млн. у 2002 | Зміна у рейтингу |
| 8  | Ахметов Рінат          | металургія, диверсифіковано     | ФПГ СКМ, Нардеп від ПР                                                                   | 1 900         | 1 700         | ▼                |
| 12 | Пінчук Віктор          | металургія, диверсифіковано     | ФПГ EastOne                                                                              | 1 500         | 1 300         | ▼                |
| 13 | Коломойський Ігор      | фінанси, диверсифіковано        | ФПГ Приват                                                                               | 1 500         | -             | новий            |
| 24 | Ярославський Олександр | фінанси                         | DCH                                                                                      | 850           | -             | новий            |
| 36 | Тарута Сергій          | металургія, диверсифіковано     | ФПГ ІСД                                                                                  | 700           | -             | новий            |
| 50 | Медведчук Віктор       | держуправління, диверсифіковано | Голова адміністрації президента, Перший Інвестиційний Банк, Банк Біґ-Енергія, Скайд Вест | 400           | 800           | ▼                |